# Anatolie Paniș
Anatolie Paniș (n. 1 februarie 1923, Cîrnățeni, România – d. 6 februarie 2007, Snagov, Ilfov, România) a fost un prozator român, originar din Basarabia (în prezent Republica Moldova), deținut politic, redactor al anuarului „Almanahul pădurii”, director al săptămânalului „Snagov” și al Editurii Snagov.

## Biografie
Anatolie Paniș provine dintr-o familie de învățători. Tatăl său, Teodor Paniș a fost învățător în Cârnățeni. Teodor a luptat în cel de al Doilea Război Mondial împotriva ocupanților sovietici. 
Anatolie, după absolvirea liceului teoretic și-a efectuat studiile superioare timp de trei ani la Institutul Forestier din Brașov. După absolvirea institutului a lucrat în industria carboniferă, în domeniul construcțiilor și în calitate de inginer silvic.
A debutat cu volumul de nuvele Frumoasa mea Sandynn în anul 1968. De-a lungul anilor 1970-2006 a publicat numeroase un șir de alte volume de nuvele, romane, eseuri, care au fost gustate la timpul lor de cititori. Romanul care vine să-l consacre este „Ultimul tren spre România”, epică de proporții în care sunt evocate momentele zguduitoare ale evenimentelor din 1918-1940.

## Premii
- Premiul Editurii Porto-Franco (Galați, 1992)
- Diploma de excelență a Fundației Academice „Vasile Voiculescu” (Buzău, 2002)
- Premiul pentru proză la concursul Național „Duiliu Zamfirescu” (Focșani, 2003)